# Нидвальден
Ни́двальден (нем. Nidwalden; фр. Nidwald; итал. Nidvaldo; романш. Sutsilvania) — полукантон в центре Швейцарии. Административный центр — город Штанс. Население — 41 584 человек (22-е место среди кантонов; данные 2012 г.).

## География
Нидвальден расположен в центре Швейцарии. На севере она граничит с Фирвальдштетским озером, во всех других направлениях окружён горными цепями. Территория кантона — 276,1 км² (22-е место среди кантонов), из которых около 40 % используется для проживания или сельского хозяйства. Леса занимают около одной трети территории кантона, примерно четверть территории считается непродуктивной (горы или ледники).

## История
Кантон, вместе с соседним Обвальденом, стал частью Швейцарской Конфедерации в 1291 г.

## Население
По состоянию на 2007 год в число населения входят 4046 иностранца, что составляет около 10 % от общей численности населения. В кантоне проживают 50,9 % населения мужчины и 49,1 % женщины. В 2000 году 75,6 % населения принадлежали к римско-католической а 11,9 % реформатской церкви. Плотность населения в декабре 2005 года составила 144,3 человек на км2. Большая часть населения (по состоянию на 2000 год) говорит по-немецки (92,5 %), 1,4 % говорят на итальянском и 1,2 % на сербо-хорватском.

## Административное деление
Кантон делится на 11 коммун:
- Беккенрид
- Буокс
- Далленвиль
- Эмметтен
- Эннетбюрген
- Эннетмос
- Хергисвиль
- Обердорф
- Штанс
- Штансштад
- Вольфеншиссен

## Экономика
До XX века в Нидвальдене преобладало сельское хозяйство. Крупный рогатый скот и сыры были основными статьями экспорта и поставлялись в основном в северную Италию. Но с середины XIX века все большую роль в экономике начали играть торговля, промышленность и туризм. Самым крупным работодателем в кантоне является швейцарская авиастроительная компания — Pilatus Aircraft. Штаб-квартира компании расположена в коммуне Штанс.
В последние годы Нидвальден становится все более популярным местом для жизни и работы. Это обусловлено его низкими налогами, центральным расположением между Цюрихом и Миланом, и его красивой сельской местностью.

## Достопримечательности
Важной достопримечательностью Нидвальдена является горная вершина Штанзерхорн, включающая вращающийся ресторан, с которого открывается панорамный вид на Фирвальдштетское озеро и на многочисленные горные вершины, среди которых — Юнгфрау, Мёнх и Эйгер. На вершину горы Штанзерхорн туристов поднимает фуникулёр.